# Иоанн (Лёгкий)
Епископ Иоанн (в миру Иван Саввич Лёгкий; 29 апреля (12 мая) 1907, Двинск, Витебская губерния (ныне Даугавпилс, Латвия) — 10 марта 1995, Клиффсайд Парк, штат Нью-Джерси, США) — епископ Русской Православной Церкви Заграницей, епископ Роклендский, викарий Восточно-Американской епархии.

## Биография
Его отец Савва и старший брат Иаков были священниками. В юности был прислужником и чтецом в Александро-Невском соборе Даугавпилса.
В 1926 году окончил Двинскую русскую гимназию в Даугавпилсе.
С 1 октября 1927 по 14 сентября 1931 года работал народным учителем в Илукстском уезде.
В 1930 году окончил экстерном двухгодичный курс Рижской Духовной семинарии.

### Священник в Латвии
14 сентября 1931 года архиепископом Рижским Иоанном (Поммером), был рукоположён во диакона, а 21 сентября того же года — во священника. Определён на место отца настоятелем церкви в Каплаве Илукстского уезда.
В 1934 году назначен 2-м священником даугавпилсского Александро-Невского собора. Одновременно служил в Петропавловской церкви на ст. Форштадте Даугавпилса.
В 1936 году был назначен в Рижский Свято-Троице-Сергиевский женский монастырь и законоучителем местных школ. В том же году становится членом Рижского епархиального совета и членом Синода Латвийской Православной Церкви.
В 1937—1940 годы учился на православном отделении богословского факультета Латвийского университета.
В июне 1941 года был арестован органами НКВД. Был заключён в тюрьму города Острова. Был освобождён после наступления немецкой армии.

### Священник Псковской духовной миссии
С 17 августа 1941 года служил во Псковской духовной миссии.
В августе — ноябре 1941 года находился в непрерывных разъездах по приходам, не имевшим священников. Окормлял иногда одновременно до 40 приходов.
По указанию немецких властей участвовал в вывозе Тихвинской иконы Божией Матери из Рижского Троице-Сергиева монастыря в Лиепаю. Икона была перевезена на рыбацкой лодке под немецким конвоем им и священниками Иоанном Бауманисом, Алексием Ионовым, Николаем Перехвальским и передана епископу Иоанну (Гарклавсу).
С 8 июля 1942 по апрель 1943 года — благочинный Гдовского округа (включавшего пять районов Ленинградской области).
Летом 1942 года по поручению митрополита Сергия (Воскресенского) составил программу занятий для преподавателей Закона Божия в школах оккупированной части Ленинградской области.
17 августа 1942 года награждён экзархом Прибалтики митрополитом Сергием (Воскресенским) орденом Миссии 1-й степени «за самоотверженное Апостольское служение и труды по воссозданию истерзанной безбожием души Русского Народа».
Осенью 1942 года создал молодёжный кружок при Троицком соборе Пскова, а в Гдове — добровольное благотворительное общество «Народная помощь». Регулярно писал статьи и поучения для печатного органа Псковской миссии журнала «Православный христианин».
С сентября 1942 по апрель 1943 года — старший ревизор и помощник (заместитель) начальника Псковской миссии. Служил благочинным Рижского округа, был членом епархиального совета.
В июле 1943 года назначен ключарём Рижского кафедрального собора с возведением в сан протоиерея.

### Эмиграция
В октябре 1944 года эвакуирован из Риги в Германию, где сопровождал Рижского епископа Иоанна (Гарклавса).
В феврале 1945 года после беседы с митрополитом Анастасием (Грибановским) в Карлсбаде перешёл в РПЦЗ, был кандидатом в военные священники организованного немецким командованием 15-го кавалерийского казачьего корпуса в Югославии.
С 1946 года — настоятель храмов в Любеке и Шлезвиге, благочинный церквей Шлезвиг-Гольштейна, окормлял русских беженцев в немецких лагерях Ди-Пи.
В 1946—1949 годы — синодальный миссионер и наблюдатель за преподаванием Закона Божия в школах русских беженцев Германии.
В августе 1949 года вместе с митрополитом Анастасием эмигрировал в США, назначен вторым священником Вознесенского кафедрального собора на Бронксе в Нью-Йорке.
С 1959 по настоятельствовал в храме Архангела Михаила в городе Пэтерсон, штат Нью-Джерси, член епархиального совета Восточно-Американской епархии.
С 1961 года — благочинный Восточноамериканской и Нью-Йоркской епархии.
13 декабря 1972 года возведён в сан протопресвитера.
24 ноября 1985 года участвовал в похоронах митрополита Филарета (Вознесенского), когда он произнёс проникновенную проповедь.
Был прекрасным проповедником, требовал от священников точного исполнения богослужебного устава. За своё продолжительное и ревностное служение Церкви отец Иоанн был награждён всеми возможными для священника наградами.
1 января 1987 года вышел на покой по состоянию здоровья.
14 января 1989 года скончалась его матушка Екатерина Яковлевна (урождённая Перминова), с которой он прожил вместе 58 лет.
Решив после этого продолжать служение церкви, принял а августе 1990 года монашеский постриг, получив имя рукополагавшего его в священный сан священномученика Иоанна, архиепископа Рижского.

### Епископ
28 августа 1990 года в храме Преподобного Серафима Саровского Успенского Ново-Дивеевского женского монастыря в Спринг-Уэлли был рукоположён во епископа Буэнос-Айресского и Аргентинско-Парагвайского. Хиротонию совершили: митрополит Восточно-Американский Виталий (Устинов), архиепископ Сиракузский и Троицкий Лавр (Шкурла), епископ Манхэттенский Иларион (Капрал), епископ Ирийский Даниил (Александров) и епископ Григорий (Граббе).
Четыре года прослужил в Аргентине, Парагвае, Чили, Бразилии.
2 октября 1994 года был уволен на покой по старости с титулом епископа Рокландского, викария Восточно-Американской епархии.
4 марта 1995 года отслужил свою последнюю службу.
Мирно скончался 10 марта 1995 года в Клиффсайд Парк, штат Нью-Джерси, США. Отпевание состоялось 13 марта в храме Покрова Пресвятой Богородицы в Наяке. Похоронен епископ на кладбище Ново-Дивеевского монастыря.